# Atelopus flavescens
Atelopus flavescens é uma espécie de anfíbio da família Bufonidae. Pode ser encontrada na Guiana Francesa e no Brasil, no estado do Amapá. Seu habitat natural são as florestas úmidas das terras baixas, em áreas tropicais e subtropicais, e rios. Está ameaçada pela perda do seu habitat.